# Basilica minore di San Giacomo Apostolo (Chioggia)
La basilica minore di San Giacomo Apostolo elevata a basilica pontificia minore con il titolo di beata Vergine della Navicella da papa Pio X nel 1906, è la seconda chiesa per grandezza del centro storico di Chioggia subito dopo la cattedrale.

## Storia

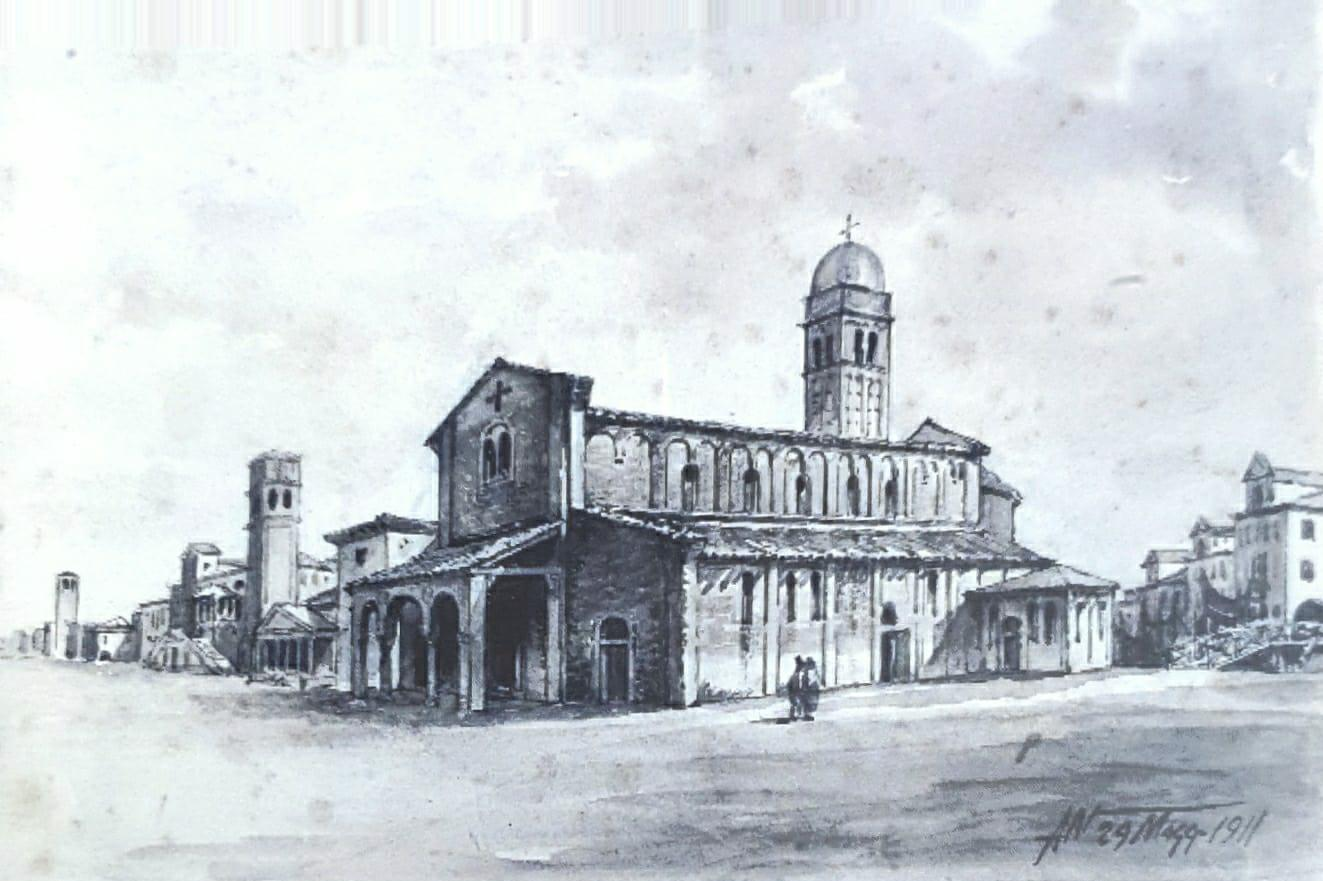
Ricostruzione grafica di San Giacomo di Aristide Naccari

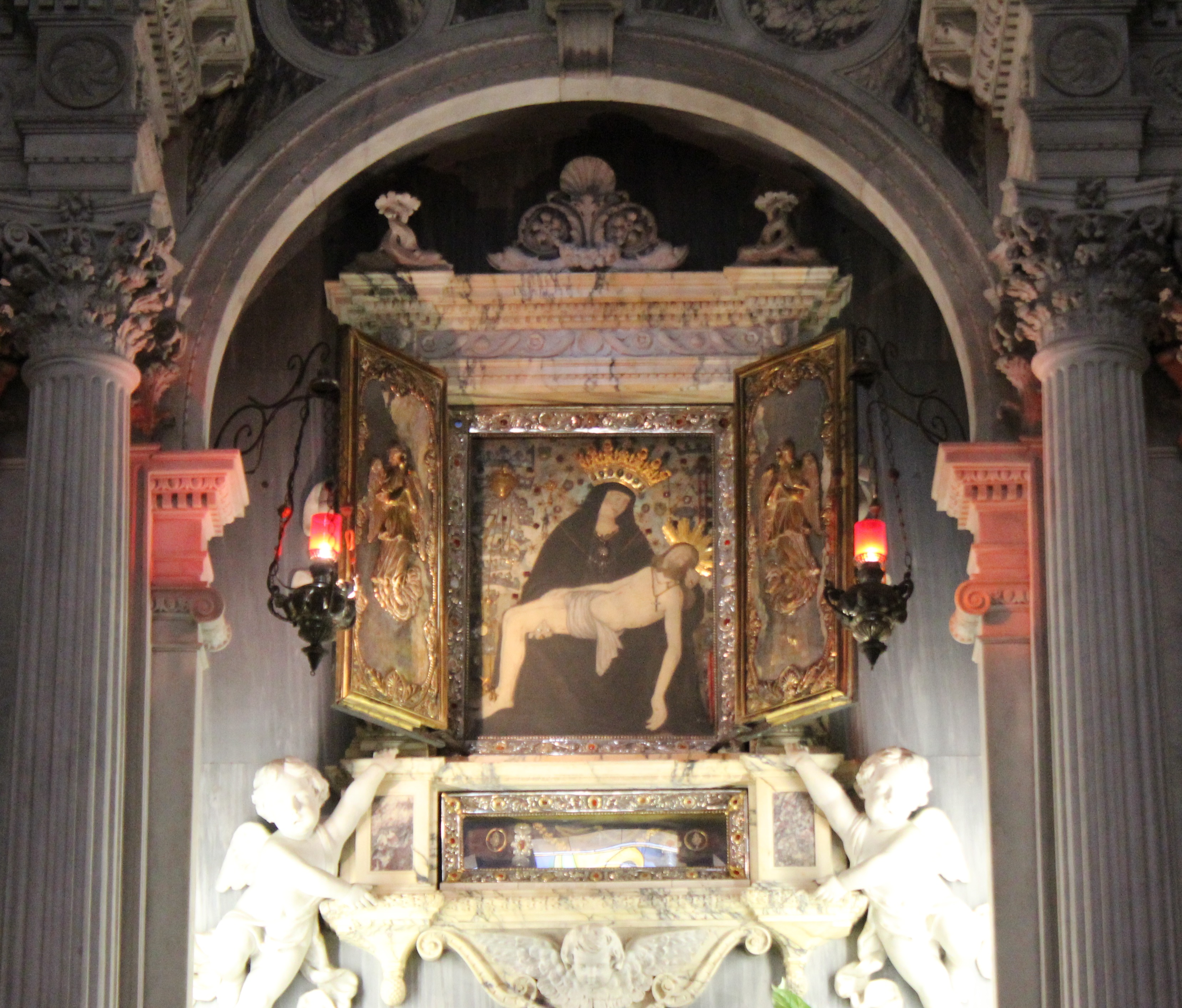
Cimeli della Madonna della Navicella

Prima della chiesa, esisteva già un tempio risalente al secolo XI, sempre dedicato a San Giacomo, che lo storico clodiense Pietro Morari, nel suo manoscritto "La storia di Chioggia" del 1637, lo descrive come austero e basso, diviso in tre navate da colonne di mattoni; attraverso questa descrizione Aristide Naccari ne disegnò una ricostruzione grafica.
La chiesa è stata costruita sulla precedente dopo il crollo dell'abside nella notte tra il 24-25 novembre 1741. 
I lavori iniziarono dopo che la fabbrica del duomo approvò il progetto del veneziano Pietro Pelle nel 1742, che si trovava a lavorare in contemporanea anche alla ricostruzione della chiesa di San Domenico sempre a Chioggia; successivamente il progetto venne terminato da nipote, Domenico Pelle.
La chiesa era cappellania del Duomo soggetta quindi alla sua giurisdizione economica, ma trovandosi in posizione centrale nella città, vicino alle abitazioni della classe più elevata della popolazione, poteva tranquillamente avere un'autonomia finanziaria.
Il 15 novembre 1806 vennero trasferiti qui i cimeli della Madonna della Navicella, dal santuario omonimo di Sottomarina trasformato in caserma dal dominatore austriaco a fine '700. 
Nel 1859 gli stessi cimeli mariani vennero onorati attraverso l'incoronazione, eseguita dal vescovo di Chioggia Jacopo De Foretti, delegato da bolla pontificia di papa Pio IX. 
Dal 1989 al 1992, mentre la cattedrale veniva restaurata, la chiesa di San Giacomo fu usata alla stregua di chiesa cattedrale, ospitando cioè con le solenni cerimonie vescovili e le reliquie dei Santi Patroni Felice e Fortunato

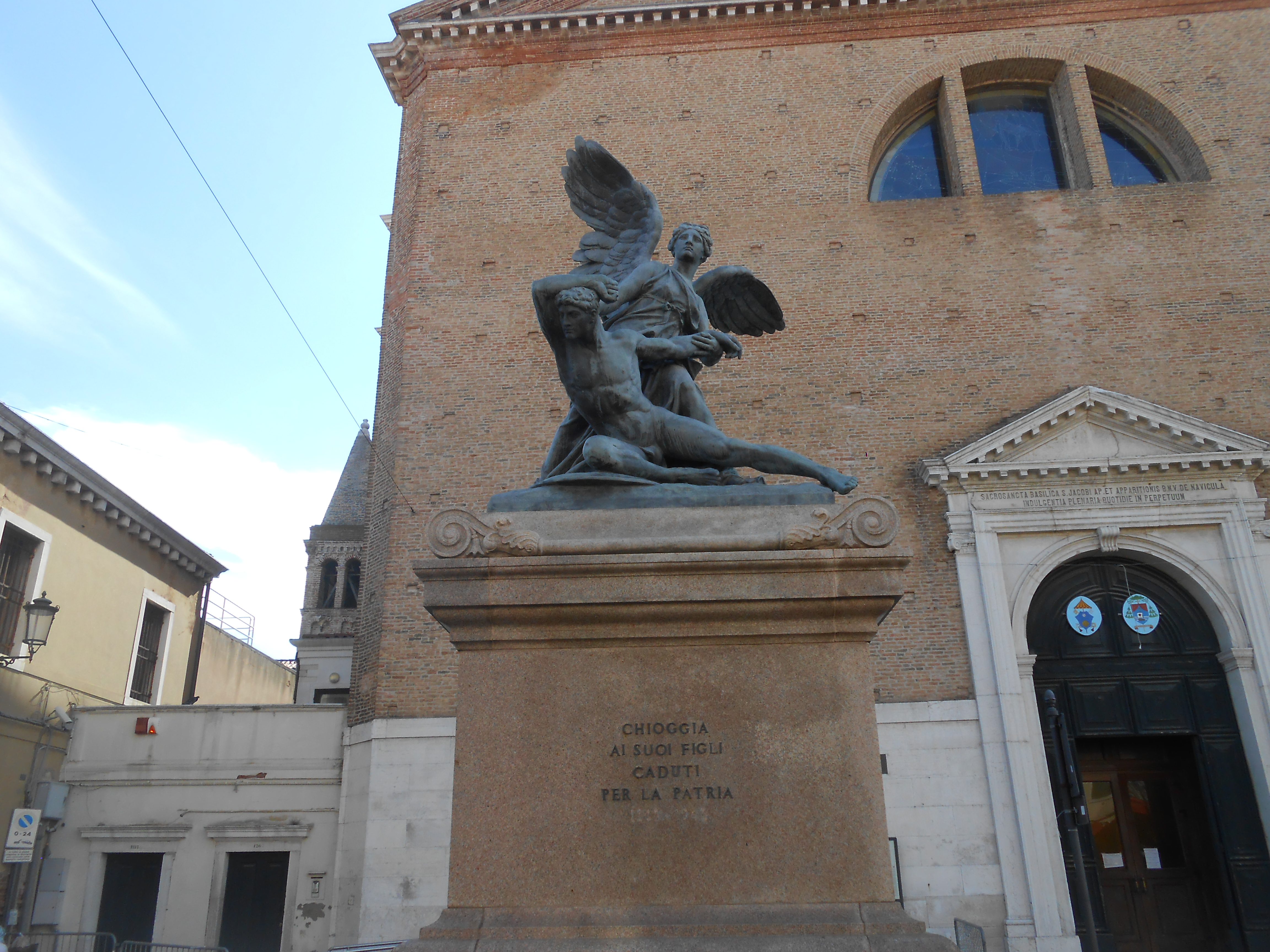
Monumento ai caduti, scultura bronzea di Domenico Trentacoste

Davanti alla chiesa fu eretto nel 1923 un monumento ai caduti La vittoria alata scultura bronzea di Domenico Trentacoste

## Descrizione

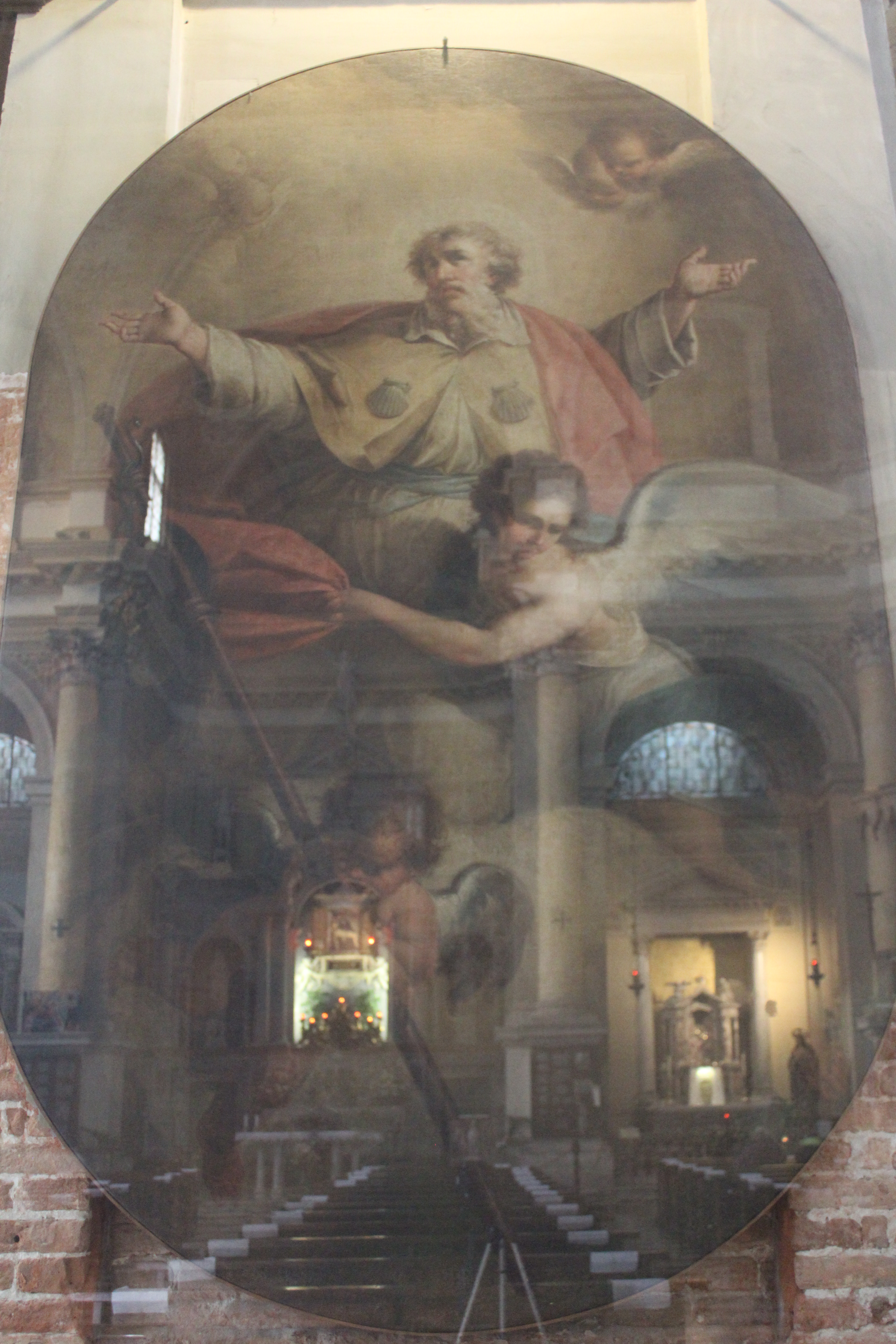
San Giacomo apostolo tela di Bevilacqua anno 1793

### Interno
L'interno della chiesa è a pianta rettangolare di 25 metri di larghezza, 35 di lunghezza e 25 di altezza. È adornata da diversi altari, così disposti in senso antiorario: 
- Altare dell'Angelo Custode decorato da una pala dipinta da Marinetti e una statua di santa Rita;
- Altare di San Giuseppe con una statua del santo, affiancata dalle statue delle sante Rita e Lucia;
- Altare dei Santi Sebastiano e Rocco, con un'antica pala raffigurante i due santi e un riquadro con il volto della Madonna ricavata da un affresco che si trovava a Palazzo Granaio a Chioggia;
- Altare con il Battistero adornato da una statua di Cristo opera di Luigi Tomaz;

- Altare maggiore progettato da Aristide Naccari ed eseguito da Pietro Longo agli inizi del Novecento in marmo di carrara, che incornicia l'icona e lo zocco (cimeli della Madonna della Navicella). Le cornici d'argento di protezione, sono opera dell'orafo Giovanni Cristofoli, su progetto dell'architetto Lodovico Cadorin. L'altare monumentale è coronato da un angelo a braccia aperte, mentre centralmente si trova la statua di San Giacomo; ai lati stanno i patroni cittadini Felice e Fortunato in armatura. Infine, nelle due nicchie, le statue del re David e del profeta Isaia;

- Altare del Santissimo Sacramento in stile neo classico con decorazioni in mosaico dorato;
- Altare di San Giuliano con relativa pala;

- Altare delle Anime del purgatorio, con le statue da sinistra di santa Marta, santa Maria Maddalena e san Francesco di Paola;
- Altare delle reliquie con un reliquiario in stile gotico;[5]

Vicino all'ingresso si trova la tela ovale (cm 300 x 180), rappresentante San Giacomo opera di Giovanni Carlo Bevilacqua del 1793;
| Altare di San Giuseppe        | Altare di San Giuseppe                        | Altare di San Bartolomeo                   |
| ----------------------------- | --------------------------------------------- | ------------------------------------------ |
| Altare Battistero San Giacomo | Altare maggiore della Basilica di San Giacomo | Altare S.S. Sacramento in stile neo gotico |
| Altare di San Giuliano        | Altare delle Anime                            | Altare delle Reliquie                      |

Nella pareti laterali sono presenti sette nicchie ospitanti le statue rappresentanti le tre Virtù Teologali e le quattro Virtù Cardinali opere dello scultore Cameroni.
| Virtù Teologali | Virtù Cardinal Prudenza Forza Giustizia Temperanza |
| --------------- | -------------------------------------------------- |

#### Affreschi

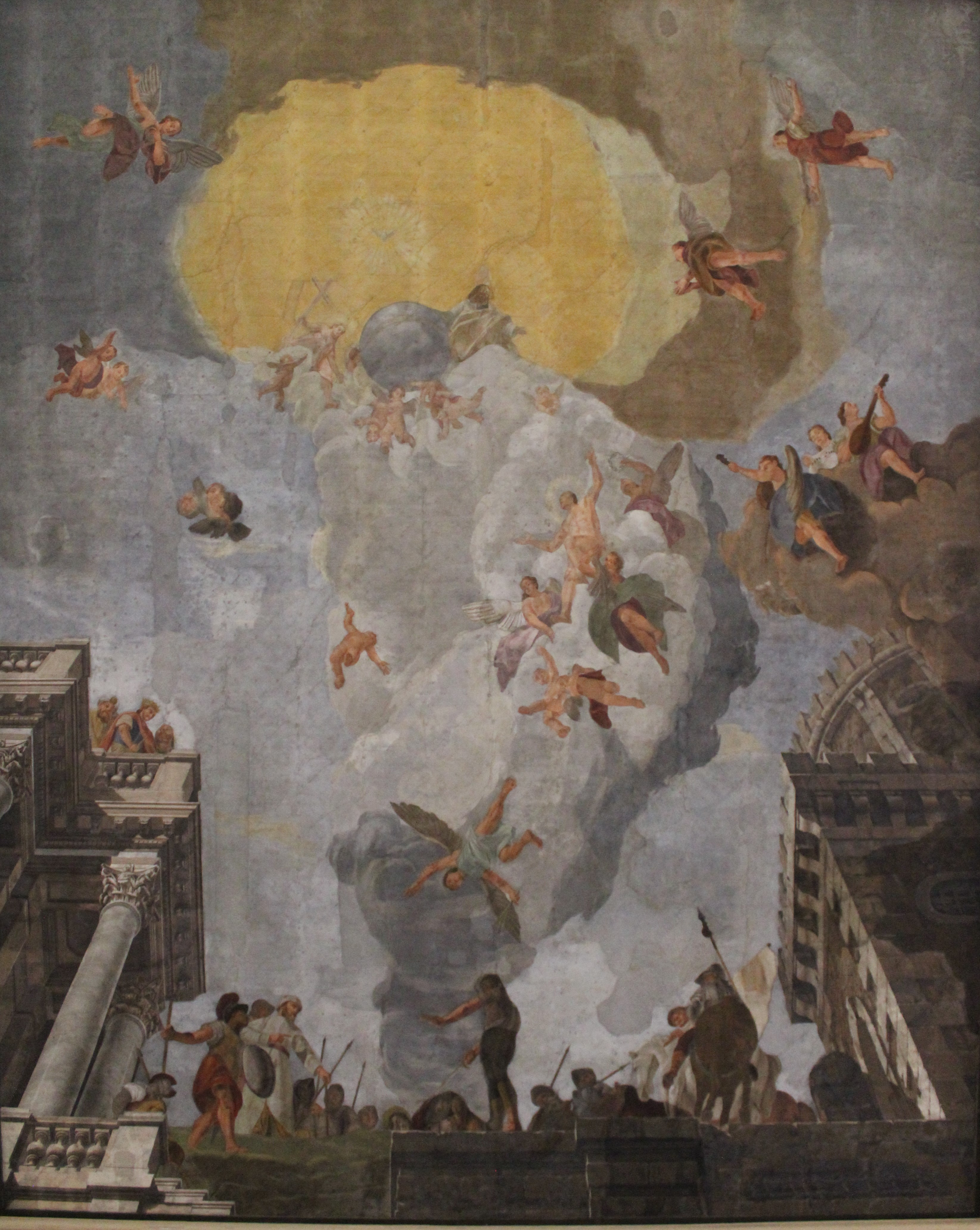
Affresco del soffitto: Martirio e Gloria di San Giacomo di Antonio Marinetti

Sul soffitto sono rappresentati, in un affresco di 223 metri quadrati, il martirio e la glorificazione di San Giacomo. L'opera è stata eseguita dai fratelli Alessandro e Romualdo Mauri da Vicenza e dal chioggiotto Antonio Marinetti; i primi hanno raffigurato il momento del martirio (in basso), il secondo, l'ascensione del santo verso il Cielo.
Sopra all'altar maggiore è presente una lunetta raffigurante Maria Santissima, che si interpone per salvare la città di Chioggia dalla punizione divina. A destra l'apparizione della Madonna a Baldissera Zalon, avvenuta secondo la tradizione nel 1508; a sinistra l’Incoronazione della Madonna. Il soffitto del coro è adornato da cinque medaglioni in cui sono raffigurati Dio Padre (al centro), con San Benedetto, San Tommaso d'Aquino, San Alfonso De' Liguori, San Francesco di Sales.
| Affresco altare lunetta superiore                         | Affresco altare soffitto                              |
| --------------------------------------------------------- | ----------------------------------------------------- |
| Affresco incoronazione della Vergine altare lato sinistro | Affresco Apparizione della Madonna altare lato destro |

#### Organo
Sopra il portale, in controfacciata, è collocato l'organo meccanico installato da Gaetano Callido nel 1793.

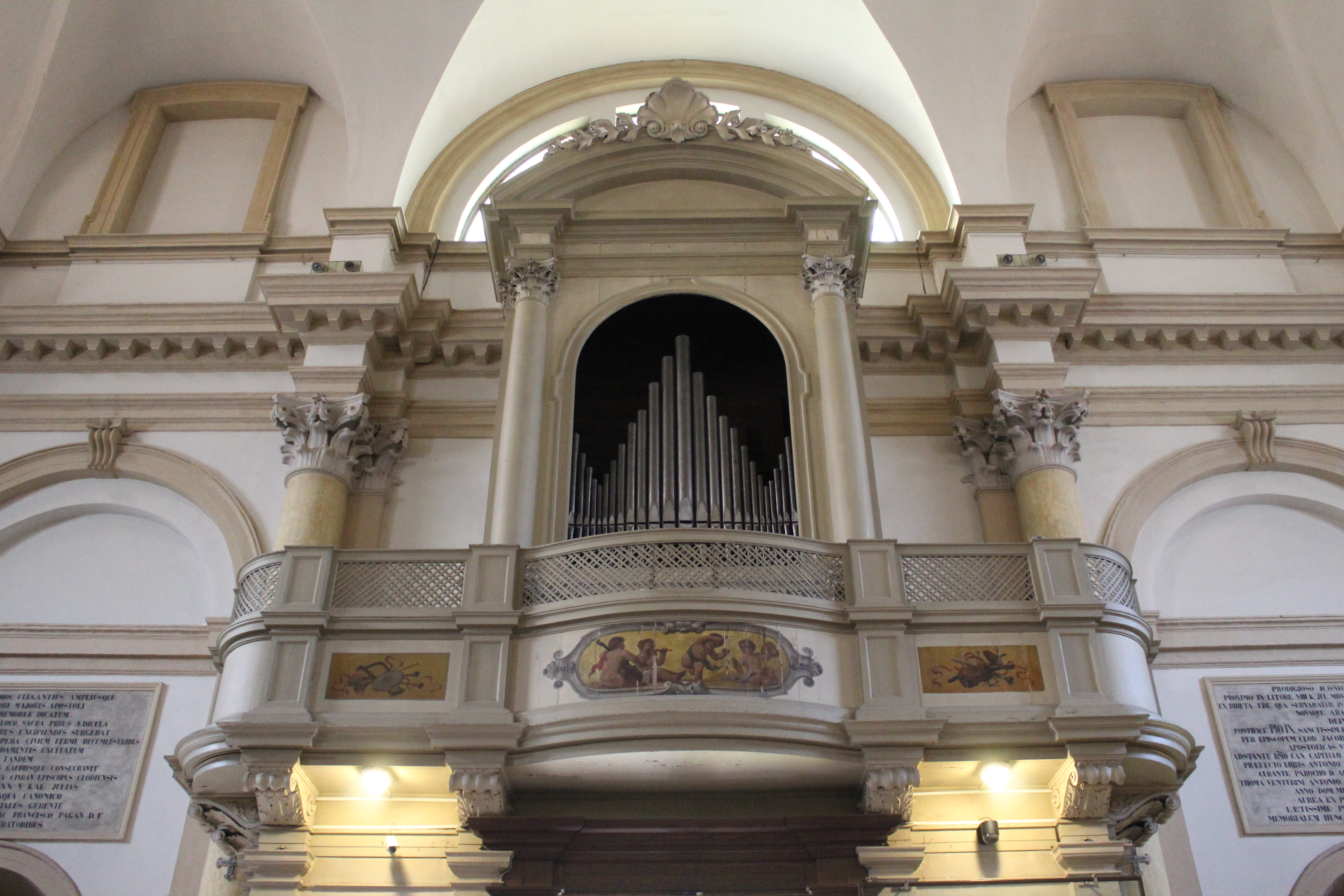
Organo del 1793

#### Ex voto
La chiesa conserva nella parete settentrionale un gran numero di ex voto del XIX secolo, chiamati in dialetto locale ‘tolèle’. Si tratta di tavolette dipinte, che venivano commissionate a pittori locali da chi aveva ricevuto una grazia divina. Le scene raffigurano solitamente naufragi di barche con pescatori che invocano la Madonna della Navicella. Adiacenti al presbiterio, dentro teche di vetro, sono conservati ex-voto di origine tardocinquecentesca o seicentesca, con scene sbalzate su lamine d'argento.
| Tipiche Tolèle di Chioggia | Tipiche Tolèle di Chioggia | Tipiche Tolèle di Chioggia | Tipiche Tolèle di Chioggia |
| -------------------------- | -------------------------- | -------------------------- | -------------------------- |

### Campanile
La torre campanaria, sorta a fine ottocento su progetto di Aristide Naccari, passa da 18,90 metri a 37,50. Sulla sommità è stato posizionato un angelo segnavento; la vecchia torre bassa ha assunto così una forma slanciata verso il celo, eclissando l'adiacente campanile dell'oratorio dei Battuti della Santissima Trinità.
| Campanili di San Giacomo e delle Santissima Trinità | Campanile di San Giacomo con angelo segnavento. | Targa Campanile di San Giacomo con anno di costruzione |
| --------------------------------------------------- | ----------------------------------------------- | ------------------------------------------------------ |